# Адмирал флота (Турция)
Адмирал флота (тур. Büyükamiral) — высшее военно-морское звание в Военно-морских силах Турции. Соответствует званию «Маршал Турции» в СВ Турции и в ВВС Турции. Является «пятизвёздным» званием (по применяемой в НАТО кодировке — OF-10).
Следует за званием «Адмирал» и является высшим званием для военнослужащих Военно-морских сил.

## Положение о звании
Звание Адмирала флота может быть присвоено только адмиралу за исключительные военные заслуги во время войны. Присвоение звания осуществляется Великим Национальным собранием Турции на основании «Закона о военнослужащих Вооружённых сил Турции». Данное звание пока никому не присваивалось.

## Галерея

Погон
Нарукавные знаки различия
Штандарт